# Босагинський сільський округ
Босаги́нський сільський округ (каз. Босаға ауылдық округі, рос. Босагинский сельский округ) — адміністративна одиниця у складі Шетського району Карагандинської області Казахстану. Адміністративний центр та єдиний населений пункт — село Босага.
Населення — 735 осіб (2021; 975 у 2009, 1233 у 1999, 1907 у 1989).
Станом на 1989 рік існувала Босагинська сільська рада (села Бестамак, Босага, Жилибулак, Жуманбулак) ліквідованого Агадирського району. 2007 року було ліквідовано села Бестамак, Жилибулак та Жуманбулак.

## Склад
До складу округу входять такі населені пункти:
| Населений пункт  | Населення, осіб (1989) | Населення, осіб (1999) | Населення, осіб (2009) | Населення, осіб (2021) |
| ---------------- | ---------------------- | ---------------------- | ---------------------- | ---------------------- |
| Бестамак, село   | 169                    | 226                    | -                      | -                      |
| Босага, село     | 1342                   | 685                    | 975                    | 735                    |
| Жилибулак, село  | 255                    | 158                    | -                      | -                      |
| Жуманбулак, село | 141                    | 164                    | -                      | -                      |